# Орден Короны короля Звонимира
Орден Короны короля Звонимира (хорв. Red krune kralja Zvonimira) — государственная награда Независимого Государства Хорватия.
Предназначался для награждения военных и гражданских лиц за заслуги на благо хорватского народа и государства.